# Phyllocnistis hyperbolacma
Phyllocnistis hyperbolacma là một loài bướm đêm thuộc họ Gracillariidae, known from Honshū, Nhật Bản. Nó được đặt tên bởi E. Meyrick năm 1931.